# 스피어리콘

스피어리콘(Sphericon)은 하나의 면으로 이루어진 입체도형이다. 스피어리콘은 이중원뿔을 아래위 두 꼭짓점을 포함하는 평면을 따라 잘랐을 때, 정사각형 단면이 나오는 원뿔을 이용한다.